# Sint-Hilariuskerk (Bierbeek)
De Sint-Hilariuskerk is een kerkgebouw in Bierbeek in de Belgische provincie Vlaams-Brabant. De kerk ligt aan de Dorpsstraat op een lichte verhoging met naast de kerk het ommuurde kerkhof. 
De kerk is de parochiekerk van het dorp en is gewijd aan Sint-Hilarius.
Het basilicale gebouw bestaat uit een ingebouwde westtoren, een driebeukig schip met vijf traveeën, een uitspringende dwarsbeuk en een recht gesloten koor. De toren is opgetrokken in zandsteen voor wat betreft de onderbouw, gebouwd op de plaats van een ouder gebouw met erbovenop een bakstenen klokkenverdieping gedekt door een ingesnoerde naaldspits. Aan de zuidzijde van de toren bevindt zich een traptorentje. Verder heeft de toren een geopende gelijkvloerse verdieping op het schip, een overkluizing met zware kruisribgewelven en een classicistisch portaal. De beuk is opgetrokken met gemetselde pijlers uit het midden van de 12e eeuw, een romaans dakgebinte en een houten zoldering. Het koor is vierkant van vorm en wordt gedekt door een kruisgewelf uit de twaalfde eeuw. In de buitenmuur is er versiering met lisenen en boogfriezen op geprofileerde kraagstenen en binnenin bevindt zich een wasbekken onder een mijterboog. De lagere dwarsbeuk is opgetrokken in Maasromaanse stijl. 
Aan de zuidoostzijde van de kerk bevindt zich een sacristie van recentere datum.

## Geschiedenis
In de 12e en 13e eeuw werd het kerkgebouw gebouwd.
In 1770-1771 werden de zijbeuken verbreed door Corthout.
In 1784 werd de bakstenen klokkenverdieping op de toren gebouwd door Everaert.
Van 1897 tot 1914 werd de kerk gerestaureerd door architect Pierre Langerock en kanunnik Raymond Lemaire. Daarbij werden onder andere de zijbeuken en de transeptarmen volledig herbouwd in hun vermoedelijke Romaanse configuratie. 
Van 1956 tot 1975 vond de laatste grote restauratie plaats onder leiding van architect Simon Brigode en Raymond M. Lemaire. 